# Charijayac
Charijayac es un grupo de música ecuatoriano, originario de la ciudad de Otavalo, provincia de Imbabura. Es un referente del género musical andino en Ecuador. Con más de 40 años de trayectoria, Charijayac es una de las agrupaciones andinas más populares y de mayor éxito en Ecuador. 
El término kichwa “Charijayac” se traduce como: “Carácter Noble”.

## Historia
Charijayac se fundó en 1982, resultado de la inquietud artística de un grupo de emigrantes otavaleños residentes en España. Su inquietud y añoranza por su tierra encontró en la música la fuente de sus fortalezas. Su obra contiene referencias sociales, político-populares y artísticas de la cultura indígena otavaleña.
En sus inicios su repertorio musical fueron los temas clásicos de los grupos importantes de ese momento el género de música andina, como Quilapayun, Bolivia Manta, Collasuyu Ñan, Inti Illimani y Ruphay, entre muchos otros.
Siendo Barcelona una ciudad cosmopolita, el grupo estaba expuesto directamente a las propuestas musicales de todos los géneros y particularmente tuvieron cierta inclinación al reggae, rock y word-fussion, estas influencias sumadas a sus raíces andinas determinaron la identidad musical de sus primeras composiciones que fueron plasmadas en sus primeros trabajos: Accha Suni (1984), Cita en el sol (1985) y Cielo Rosa (1987).
En los siguientes años el grupo siguió madurando y se consolidó artísticamente, con giras internacionales en Europa, Asia y África y con nuevas grabaciones: Otavalo Y. (1989), Quemando las Nubes (1992), Movimiento Indígena (2001) y Charis@Virtual (2008).
Movimiento indígena, tema compuesto por Sayri Cotacachi, incluido como tema principal en el álbum que lleva su mismo nombre, fue un gran éxito a tal punto que este tema fue utilizado como un himno de lucha para diferentes movimientos sociales en Colombia, Perú, Bolivia y Ecuador.
En su último trabajo, Vuelve Visionario (2018),  Charijayac fusiona la música andina con otros ritmos y sonoridades del mundo para trasmitirnos sensaciones de amor y respeto por la preservación de la naturaleza y la cultura indígena.

## Discografía
| Año  | Álbum                         | Canciones |
| ---- | ----------------------------- | --- |
| 1984 | Accha Suni                    | El disco Incluye 9 temas grabados en Barcelona 1. «Maritza» 2. «Carnaval Grande» 3. «Mandarina» 4. «Huma Muyo» 5. «Accha Suni» 6. «Tukuy Tukuy» 7. «Chini Mayu» 8. «Pawashpa» 9. «San Juan Punyaro» |
| 1985 | Cita en el Sol                | El disco cuenta con 11 temas y está dividido por "ñahuis" o lados, en el Ñahui A están las canciones de 1 a 6; en el Ñahui B están las canciones de 6 a 11 1. «Cita en el Sol» 2. «Ausencia» 3. «Juyani huarmigu» 4. «Voy caminando» 5. «Pacarina» 6. «Curiquingui» 7. «Quilla» 8. «Ñuca Llacta» 9. «Natural» 10. «Sisa Pacha» 11. «Inti Raymi Punyaru» |
| 1987 | Cielo Rosa                    | Tercer álbum del grupo, en su producción cuenta con 11 canciones 1. «Agua Fresca» 2. «Cielo Rosa» 3. «Cunan Punsha» 4. «Juanita» 5. «Mama India» 6. «Runa Catina» 7. «Antonio Mocho» 8. «Tu partir » 9. Ñuca Llacta» 10. «Carretero» 11. «Inti Raymi Quinsa»                                                                                            |
| 1989 | Otavalo Y.                    | Diez temas integran la cuarta producción del grupo 1. «Otavalo Y.» 2. «Jayac Chari» 3. «Sueños» 4. «Florecerás» 5. «Ñaupador» 6. «Kori Pankarita» 7. «Tamia» 8. «Ricushpa» 9. «Orgullosa» 10. «Tushuy Caraju» |
| 1992 | Quemando las nubes            | Quinto álbum de la agrupación con 10 canciones 1. «Viajando en tu imaginación» 2. «Nivela tus caricias» 3. «Quemando las nubes» 4. «Despertar» 5. «Un poco de amor» 6. «Resistiendo los 500» 7. «Sin palabras» 8. «Vas a lloras» 9. «Kory aymarita» 10. «Arco iris»                                                                                     |
| 1995 | Made in Ecuador               | Es el primer CD en el que se recopilan las canciones más famosas en formato digital 1. «Jihua» 2. «Despertar» 3. «Tamia» 4. «Viajando en Tu Imaginación» 5. «Sin Palabras» 6. «Quemando las Nubes» 7. «Nivela Tus Caricias» 8. «Otavalo Y...» 9. «Agua Fresca» 10. «Resistiendo los 500» 11. «Antonio Mocho» 12. «Carretero»                            |
| 2001 | Movimiento Indígena           | Séptima producción discográfica con 11 temas 1. «Jichushka Niño» 2. «Antonio Mocho 2» 3. «Movimiento Indígena» 4. «Juyay, Juyay» 5. «Espíritu del Aire» 6. «Guambri 15» 7. «Tu Sonrisa» 8. «Yarigu» 9. «Tiempo» 10. «Reencuentro» 11. «Viñajungui» |
| 2008 | Charis@Virtual                | Luego de 7 años, Charijayac vuelve con trabajo número ocho, en donde se incluyen 10 canciones 1. «Charis@virtual» 2. «Yo Aquí Sin Tí» 3. «Jugando a Ser Ángel» 4. «Shinlli Warmis» 5. «Somos el Color de la Tierra» 6. «Siempre Existirás» 7. «Colores de Vida» 8. «Apretadito a tu Piel» 9. «Punyaro Tushuy» 10. «Ciudades por la Paz»                 |
| 2011 | La Voz de la Tierra - 25 Años | Recopilatorio de temas remasterizados de los anteriores álbumes, al celebrar los 25 años de la fundación del grupo; además de incluye tres inéditos 1. «Uma Muyu» 2. «Fahushpa» 3. «Maritza» 4. «Cita con el Sol» 5. «Natural» 6. «Quilla» 7. «Pacarina» 8. «Juyani Huarmigu» 9. «Juanita» 10. «Agua Fresca»                                            |
| 2018 | Vuelve Visionario             | Trabajo más reciente de la agrupación, representa el álbum discográfico número diez, grabado en Barcelona y Otavalo 1. «Vuelve Visionario» 2. «Nos Vemos en la Próxima Vida» 3. «Mi Destino» 4. «Agua Bendita» 5. «Yasuní» 6. «Sombras» 7. «Los Caminos» 8. «Pájaro Azul» 9. «Ingrata» 10. «Perseverancia»                                              |